# Reflexions sobre la Revolució Francesa

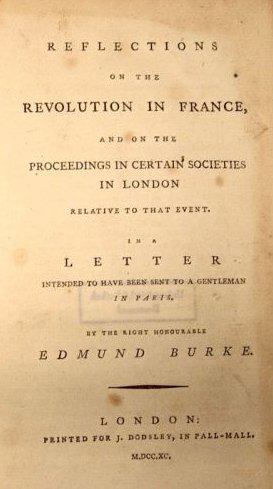
Portada de la seva primera edició.

Reflexions sobre la Revolució Francesa (anglès: Reflections on the Revolution in France) és un assaig d'Edmund Burke, escriptor i polític irlandès, escrit l'any 1790. Es tracta d'un dels més famosos atacs a la Revolució Francesa, considerada des de la perspectiva conservadora de l'autor. La tesi principal de Burke és la falta de fonament real de la naixent revolució: els seus ideòlegs, pretenent-la racional i inevitable, ignoren la veritable naturalesa de l'ésser humà. Ha exercit una notable influència posterior entre certs pensadors d'ideologia conservadora i liberal clàssica del segle xx, reformulant les posicions Whig de Burke per criticar el comunisme i el socialisme revolucionari.

## Pensament i praxis política d'Edmund Burke
Edmund Burke va ser membre de la Cambra dels Comuns del Regne Unit com a representant del partit Whig, l'antecedent de l'actual Partit Conservador del Regne Unit, tot i ser molt proper al polític liberal Lord Rockingham. Durant la seva carrera política va ser un defensor de limitar els poders de la monarquia, tal com s'estipulava a la constitució del moment. Al mateix temps, va denunciar la persecució religiosa dels catòlics a Irlanda, criticà els problemes de les colònies nord-americanes, va donar suport a la Guerra d'Independència dels Estats Units i a la moció de censura contra Warren Hastings, governador general de Bengala per corrupció i abús de poder. Pels seus posicionaments, Burke es va guanyar el suport i respecte de molts liberals de Gran Bretanya, els Estats Units d'Amèrica i Europa.
El 1789, poc després de la presa de la Bastilla, l'aristòcrata francès Charles-Jean-François Depont va demanar a Edmund Burke que formulés les seves impressions de la incipient revolució. La resposta de Burke consistí en dues cartes. La segona, més llarga que la primera, esdevingué finalment l'obra Reflexions sobre la Revolució Francesa, que publicà l'any següent.

## Tesis
A les Reflexions, Burke considera que la Revolució Francesa no pot acabar sinó en desastre. Els seus fonaments abstractes, presentats com a racionals, ignoren la complexitat de la naturalesa humana i la societat. L'obra de Burke planteja la conveniència d'algunes mesures empreses durant la revolució, més que no pas argumentar contra la seva metafísica. Hi escriu: "De què serveix discutir el dret abstracte de l'home a l'aliment o la medicina? La qüestió hauria de ser el mètode d'aconseguir-los i el seu abastiment. En aquest problema jo sempre aconsellaria l'ajuda del granger o del metge i no pas la de l'acadèmic." Els arguments de Burke segueixen l'exemple de Sant Agustí i Ciceró en la creença en un govern basat en el "cor humà". La Il·lustració, però, li produïa cert temor i menyspreu. Els seus ideòlegs, Jean-Jacques Rousseau, Voltaire o Anne Robert Jacques Turgot, no creien en un ordre moral d'origen diví ni en el pecat original, a diferència de Burke. Aquest els rebat amb l'argument que la societat s'ha de governar com un organisme vivent, i que la complexitat de l'home i el medi social és infinita, contra la idea de Thomas Hobbes que la política es pot reduir a un sistema deductiu emparentat amb les matemàtiques.
Com a protestant i conservador, estava en contra de l'autoritat de dret diví i la idea de la il·legalitat de la revolució contra un règim opressiu. Si més no, estava a favor de la centralitat de la propietat privada, la tradició i el prejudici o adhesió a valors que no provenen de la raó però que són culturals, idees que creia donaven un rol al ciutadà respecte de l'ordre polític. El seu ideal era el d'una reforma gradual basada en una constitució, no una revolució, i no acceptava una doctrina política formulada en conceptes abstractes com la llibertat o els drets humans, perquè l'abstracció es podria desvirtuar fàcilment en una justificació de la tirania. Els drets heretats d'una reforma, com els garantits als ciutadans d'Anglaterra des de la Magna Carta fins a la Bill of Rights de 1689, serien molt més ferms i concrets que l'especulació abstracta. Per tant, la situació ideal hauria de ser l'aplicació de drets concrets i específics com a protecció contra el govern opressiu.

## Influència intel·lectual
L'obra va tenir una acollida important després de la seva publicació i esdevingué una obra molt llegida, tot i que la simpatia de Burke per França, enemiga tradicional del Regne Unit o la família reial francesa, no era compartida per tothom. En cercles on Burke no era ben vist s'especulava que l'autor podia ser secretament catòlic o que la seva salut mental no estava en bones condicions. La posició de Burke contra l'anticlericalisme de la República i la desamortització de terres propietat de l'Església van ser algunes de les raons d'aquesta sospita. Poc després de la seva publicació van aparèixer respostes: A Vindication of the Rights of Men de Mary Wollstonecraft o Rights of Man de Thomas Paine són dues de les obres que van sorgir en controvèrsia amb Burke. Malgrat tot, Burke va romandre un autor admirat en cercles reaccionaris entorn del rei Jordi III o el filòsof Joseph de Maistre.
Es considera històricament com el text fundador del conservadorisme, i la seva importància va créixer quan les prediccions que contenia es van realitzar: el regne del Terror va seguir l'execució del Lluís XVI i la seva esposa i les purgues antirevolucionàries dels enemics del poble. La reacció política en forma de dictadura militar sota Napoleó va ser la darrera de les desvirtuacions de la República Francesa, i molt semblant a l'advertència de Burke que sorgiria finalment un règim que no protegiria els drets de l'home sinó que seria corrupte i violent.
Al segle xix, l'historiador positivista francès Hippolyte Taine va actualitzar els arguments de Burke a la seva obra Els orígens de la França contemporània (1876-1885): la centralització del poder és el problema essencial del govern sorgit de la Revolució perquè no promou control democràtic sobre el territori, mentre que es va fer una transferència ideològica de poder des d'una elit aristocràtica d'origen diví a una elit il·lustrada que era més incompetent i tirànica que la de l'Antic Règim.
Al segle xx, el conservadorisme occidental ha utilitzat els arguments antirevolucionaris de Burke en el context de les revolucions socialistes i comunistes que van tenir lloc en tot un àmbit del moment. Burke ha esdevingut una icona política novament vàlida entre conservadors i liberals clàssics, com testimonia per exemple Friedrich Hayek explícitament.